# 限滑差速器

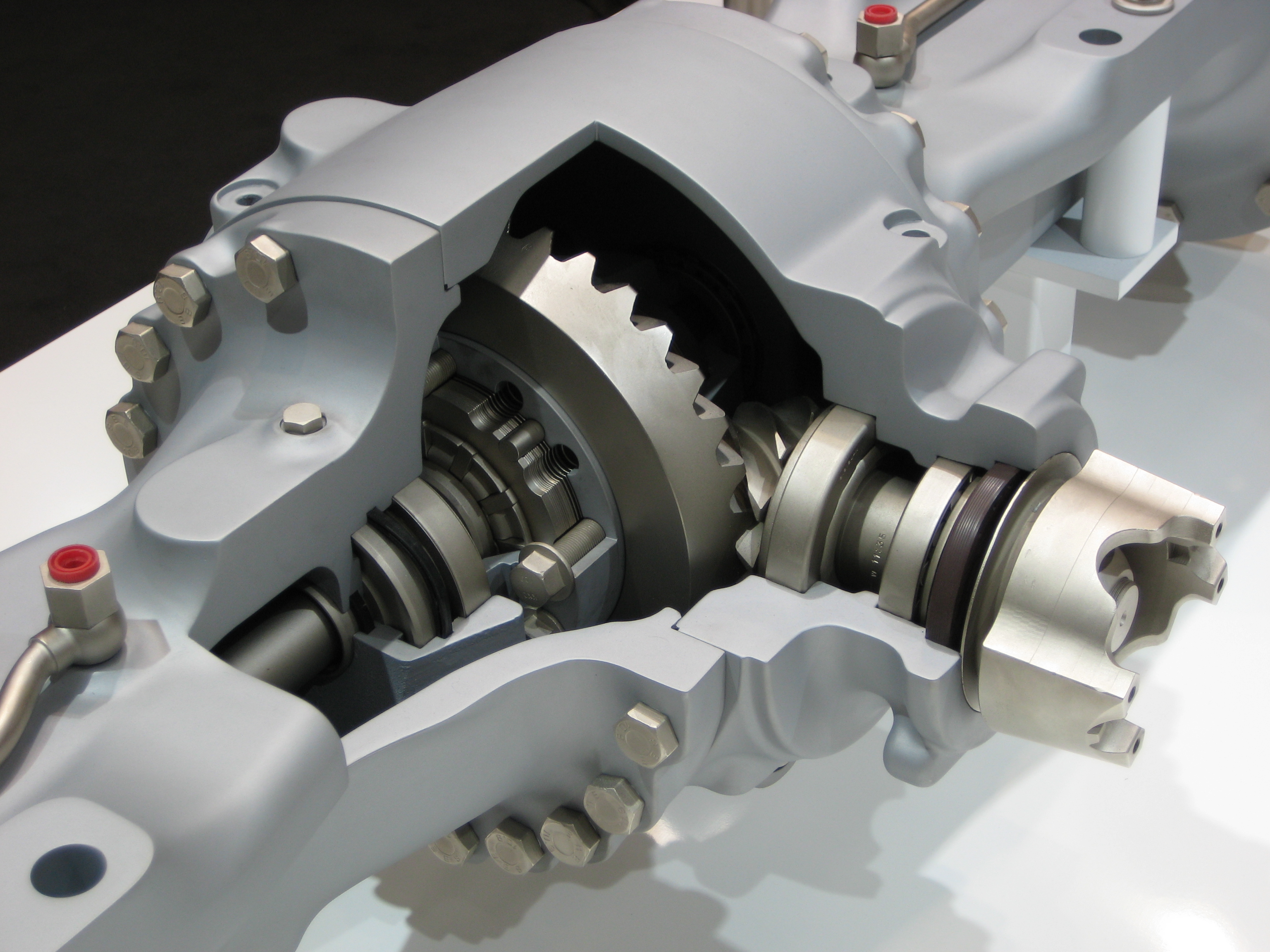
Bauma ZF限滑差速器

限滑差速器（英文：Limited Slip Differential，縮寫：LSD）是車用差速器的一種高級分類。普通差速器（或可稱為開放式差速器）在在一侧車輪打滑或者離地的情況下，会把所有的驱动力传送至空转轮，車輛不但無法前行，大量的動力也會消耗掉，而限滑差速器則能避免這種情况。

## 實際用處
限滑差速器可以將左右車輪的轉速差鎖定在一定範圍之內，使得引擎輸出的動力不會像普通差速器一樣在一側車輪打滑時，繼而將全部動力導入空轉輪導致的動力消耗。這裡舉個例子，當一輛裝有限滑差速器的車輛，其中一側車輪發生空轉時，由於此側車輪阻力變小，開放式差速器內的行星齒輪會產生自轉，從而加快這側車輪的旋轉，消耗掉引擎輸出的動力，而限滑差速器通過限制左右兩側車輪的轉速差，從而使得空轉輪另外一側的車輪仍然保持良好的驅動力。
上述情況不但只作用於車輛一側車輪打滑或者空轉，當車輛激烈行駛於彎道內或與彎道內加速行駛時，由於慣性的作用(又可說為離心力)，彎道內側的車輪會揚起，甚至離地，此時限滑差速器會有效的保持外側驅動輪的驅動力，而幫助駕駛者提高過彎速度，增加額外的可操控性。因此，裝備有限滑差速器的車輛在通過彎道時，與普通車輛不同，駕駛者可以以更高的速度入彎以及更早出彎加速。也就是說，限滑差速器不但具備差速器的基本功能，比普通的開放式差速器具備更高速及更好操控性的優點。

## 類型
根據實現功能方式的不同及內部機件結構的不同，限滑差速器主要可細分為扭力感應式、粘性耦合式、螺旋齒輪式、標準機械式及托森式等多種不同的類型，雖然諸多形式實現限滑差速的過程不一樣，但目的是一致的。

### 扭矩感應型
扭矩感應型限滑差速器也簡稱扭矩式限滑差速器，其限滑扭矩與差速器的輸入扭矩密切關聯，利用摩擦原件來增加差速器的內摩擦係數，從而實現限滑的作用，其限滑扭矩隨差速器的輸入扭矩的增加而呈遞增函數關係。
此類型的限滑差速器包括了螺旋齒輪式、錐型離合式（引擎輸出越大的扭矩值，離合有越大的嚙合力）等，特點是會響應驅動軸的扭矩輸入（即引擎輸出軸），當驅動軸具備越大的扭矩，離合便嚙合得越緊密，而當驅動軸減弱或者不具備扭矩時，離合的嚙合力便會減弱。

#### 錐型離合式限滑差速器
離合式限滑差速器內包括一個薄薄的離合器片，其中一半被耦合到輸出半軸，另一半則連接至蜘蛛齒輪架上。一個錐型離合式限滑差速器可能會有一個離合器片，也可能會有兩個離合器片（分別耦合在兩側的輸出半軸上）。而錐型離合式限滑差速器內則使用一個圓錐型的齒輪來代替離合器片的作用，來達到相同的目的，錐型齒輪外部呈一定角度的錐型，與差速器殼內部相應的錐型相配合，錐盤內部也呈錐型，與半軸齒輪背部相應的齒形互相咬合。
當左右半軸無轉速差時，扭矩經過兩條傳遞路線傳給半軸：一條路線是由差速器壳通過行星齒輪軸，行星齒輪，半軸齒輪等傳給半軸並驅動車輪，這與普通開放式的差速器原理相同；另一條路線由差速器殼傳遞到驅動扭矩作用下被彈簧壓緊的錐型齒輪總成，然後經過左右半軸傳給驅動車輪。
當左右半軸出現轉速差時，差速器壳的轉速與左右半軸的轉速不相等，由於此時錐型齒輪和半軸齒輪被壓向差速器殼，所以在左右兩側的錐盤與差速器殼之間必然產生一個轉動摩擦力矩，其大小因摩擦因數及壓緊力相關，其方向則與差速器殼與左右兩側的相對轉速相關，快轉側的摩擦力矩與旋轉方向相反，而慢轉側的摩擦力矩與旋轉方向則相同，由此實現對快轉車輪的限滑作用。
至於錐型離合式限滑差速器的限滑扭矩值大小，主要取決於錐型齒輪的結構尺寸和錐型齒輪的錐角，而錐型齒輪的結構尺寸則受到差速器殼結構尺寸的限制。

#### 齒輪式限滑差速器

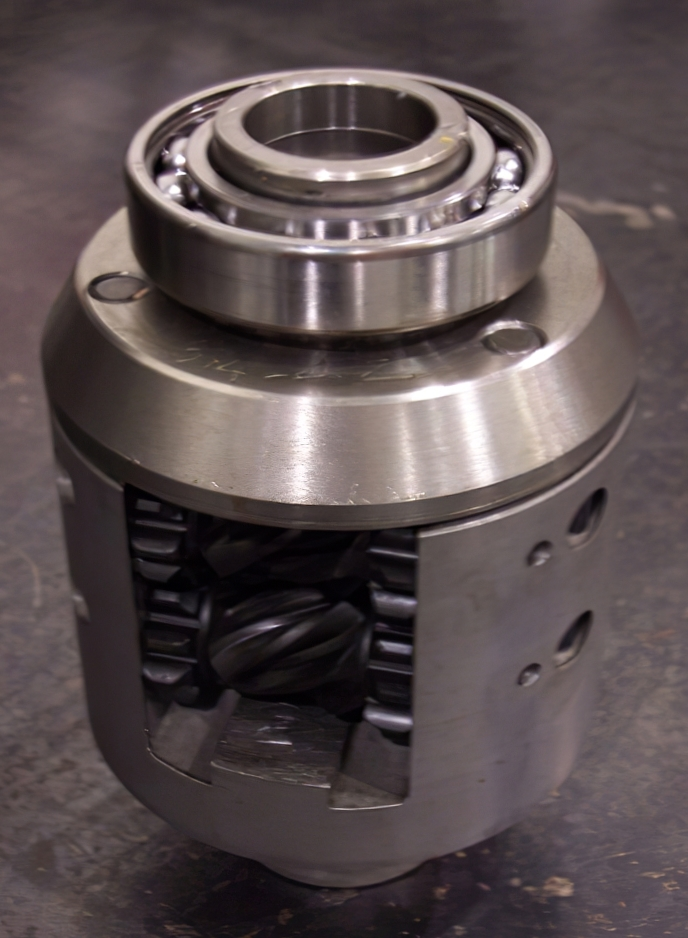
奧迪Quattro四驅系統中使用的著名的托森式限滑差速器

利用不同齒輪的特性來實現限滑的目的，是扭矩感應型限滑差速器廣泛採用的一種結構，其中較常見的齒輪形式有著名的托森式、螺旋齒輪式、直齒式和凸輪滑塊式等，而旋轉齒輪式是齒輪式限滑差速器中較新的類型。
螺旋齒輪式限滑差速器的主要特徵就是採用了螺旋齒輪式的行星齒輪和半軸齒輪，其中行星齒輪會分為左右行星齒輪，左行星齒輪與左半軸齒輪相嚙合，右行星齒輪與右半軸齒輪相嚙合，同時左右行星齒輪也相互嚙合。
當左右半軸無轉速差時，左右半軸轉速與差速器殼轉速相等，此時左右行星齒輪和相應的半軸齒輪無相對轉動，此時從差速器殼上分配到左右半軸的扭矩是相等的。
而當左右半軸出現轉速差時，左右行星齒輪間便產生相對轉動，且快轉側的旋轉方向與相應側的半軸齒輪加快旋轉相符合，而慢轉側的旋轉方向也與相應側的半軸齒輪減慢旋轉相符合，即左右半軸齒輪的轉速差是通過左右行星齒輪直接的相對轉動來實現的，此時快轉側半軸齒輪使快轉側的行星齒輪轉動，從而迫使慢轉側的行星齒輪帶動慢轉側的半軸齒輪轉動，由於這種傳動特點，此時會在齒面間產生很大的摩擦力，限制了快轉側行星齒輪轉速的增加，阻止快轉側半軸齒輪轉速的增加，從而實現對快轉側車輪限滑的作用，搭載於奧迪汽車與大眾汽車性能車款，及鈴木汽車FWD&AWD等車型包含最新款式的鈴木Escudo。

### 轉速感應型
轉速感應型限滑差速器基於兩側車輪的轉速差來實現限制兩側的扭矩差，從而達到限滑的目的，這種類型的限滑差速器在使用效果上沒有機械式的扭矩感應型限滑差速器好，因為這種差速器會在限滑的過程中消耗掉一部分動力。此種形式的限滑差速器最為常見的就是粘性耦合式。

### 電控機械型
電控機械型限滑差速器的內部構造與扭矩感應型限滑差速器非常相似，唯一不同的部分是行星齒輪或離合片的嚙合力完全由電腦控制，從而達到更有效率的限滑效果，速霸陸搭載在速霸陸Impreza WRX STI上的DCCD駕駛者可控式中央差速器就是一個著名的例子。